# Nerula fibrena
Nerula fibrena är en fjärilsart som beskrevs av William Chapman Hewitson 1877. Nerula fibrena ingår i släktet Nerula och familjen tjockhuvuden. Inga underarter finns listade i Catalogue of Life.